# Prince of Persia (computerspil)
Prince of Persia er et amerikansk computerspil, opfundet af Jordan Macher og udviklet af Brøderbund. Det blev udgivet i 1989 til Apple II, og blev i årene 1990, 1991, 1992 og 1993 udgivet til adskillige andre platforme – alle med grafiske variationer. I 1993 kom efterfølgeren Prince of Persia 2: The Shadow and Flame.

## Handling
Den onde vesir, Jaffar, har overtaget det persiske rige, og siger til prinsessen at hun har en time til at finde ud af om hun vil giftes med ham, ellers dør hun. Jaffar tryller et timeglas frem, og prinsessen har nærmest opgivet. Den mand hun elsker er fanget i slottets fangekælder, men det er her man overtager rollen og skal kæmpe sig op gennem paladset for at redde prinsessen fra Jaffar.

## Baner
Spillet består af 13 baner, eller levels, alle med hver sine kendetegn:
- Level 1: Prince får fingrene i en sabel, og nedkæmper enhver vagt der står i hans vej for at slippe ud af fangekælderen.
- Level 2: En masse vagter forsøger at stoppe Prince, men en magisk elixir forlænger prinsens liv.
- Level 3: Dødelige kødhakkermaskiner kommer i prinsens vej, men dem slipper han også elegant forbi.
- Level 4: Prince når endelig op i paladset, men der er fyldt med vagter.
- Level 5: Prince ser i den næste etage i paladset sig selv som dobbeltgænger.
- Level 6: En fed vagt skal ikke stå i vejen for Prince, men prinsens egen dobbeltgænger sender prinsen tilbage til fangekælderen.
- Level 7: Prinsen falder, men får fat i en afsats og drikker af en eliksir der giver ham evnen til at svæve.
- Level 8: Prinsen kæmper stadig for at komme tilbage til paladset, og en vagt med speciale i forsvar kommer i vejen for ham. Prinsen får hjælp af en mus som prinsessen har sendt.
- Level 9: Sidste bane i fangekælderen, prinsen når endelig tilbage til paladset.
- Level 10: Paladset er fyldt med labyrint placerede døre. Prinsen må finde en vej igennem.
- Level 11: En etage fyldt med fælder! Prinsen må være forsigtig.
- Level 12: Et bizart opgør med prinsens egen dobbeltgænger er første led i hans kamp mod Jaffar.
- Level 13: Det er tid til det endelige opgør med Jaffar, men først skal Prince krydse en skrøbelig bro.

## Offentliggørelse af den original kildekode
D. 17. april 2012 lagde Jordan Mechner den originale Apple II kildekode, som han troede han havde mistet, på nettet   Et oprindeligt teknisk dokument fre 1989, der beskriver kildekoden kan hentes fra Mechners hjemmeside .